# Riu Tapajós

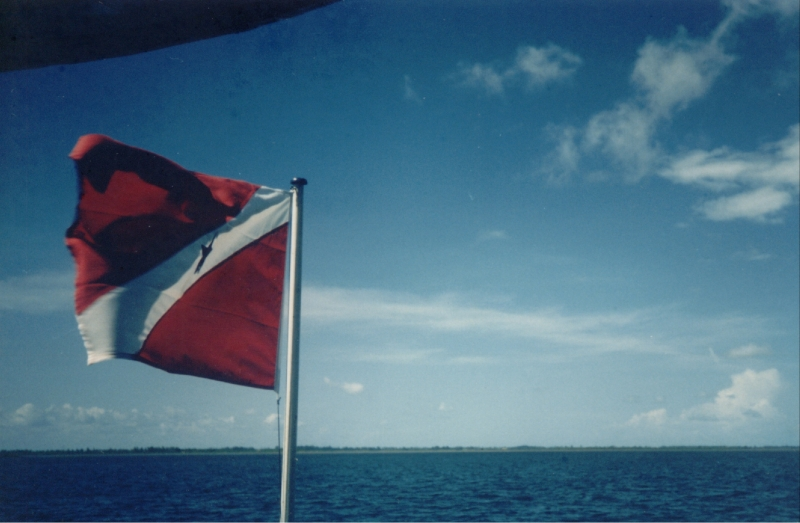
Bandera de Pará en un vaixell al riu Tapajós.

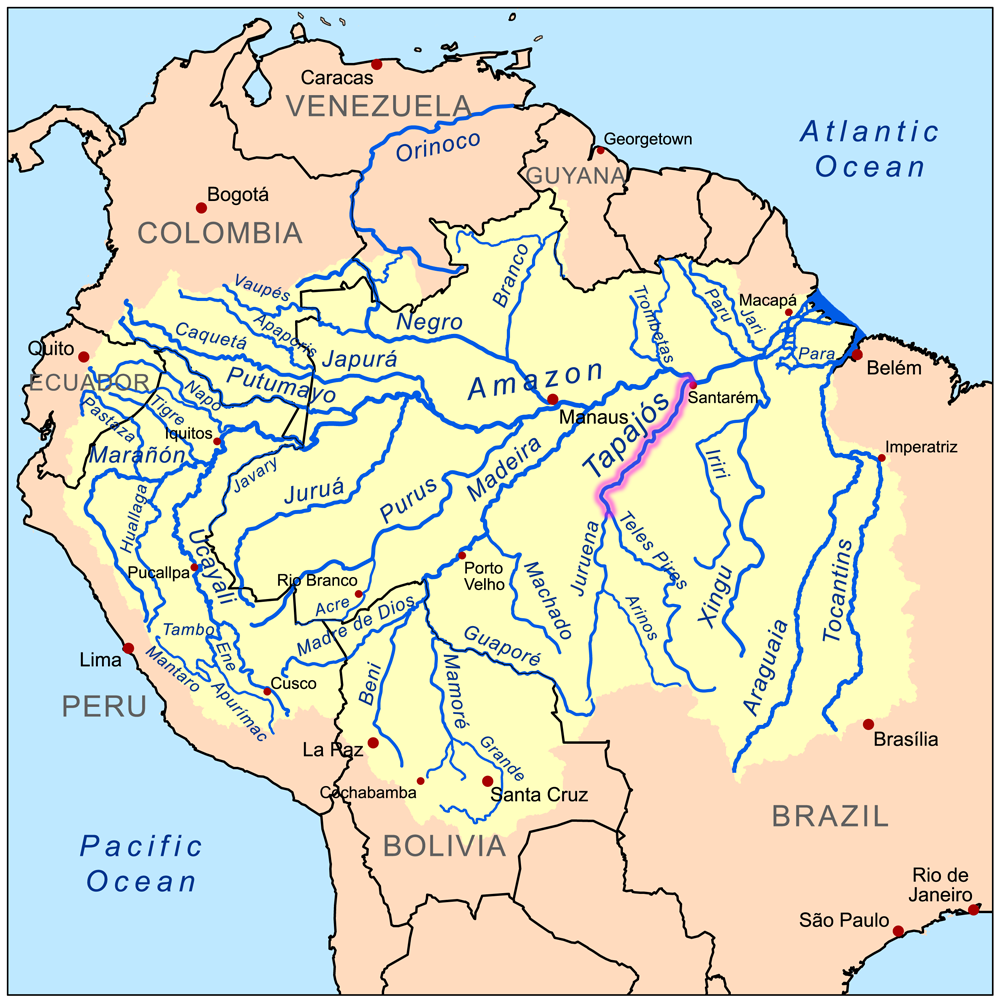
Mapa de la conca de l'Amazones amb el riu Tapajós ressaltat

El riu Tapajós, és un riu del Brasil de la conca del riu Amazones, afluent per la dreta, fa uns 2.200 km de llarg.
Neix en un altiplà prop de Diamantino a una latitud de 14° 25′ Sud. Un conjunt de rius acaben formant el riu Alto Tapajós. A Santarém el corrent ja es diu Tapajós. A la confluència amb l'Amazones porta un cabal de 13.000 m3 per segon.
El riu Tapajós és notable pel color de la seva aigua d'un verd blavós. Al seu curs inferior les ribes tenen platges de sorra fina i blanca. Contràriament a l'Amazones, les seves aigües són transparents. A la confluència amb l'Amazones el seu llit fa 12 km d'amplada i és més ample que l'Amazones en aquest lloc.
El riu rep el nom de la tribu ameríndia Tapajós.